# Stresemann (oblek)
Stresemann je pánský společenský oblek pojmenovaný po německém státníkovi Gustavu Stresemannovi. Je určen pouze na denní nošení (do 17 hodin) a hodí se pro různé příležitosti, jako smuteční obřady, státní návštěvy či bankety. Stresemann nahrazuje žaket, je však o mnoho méně oficiální.

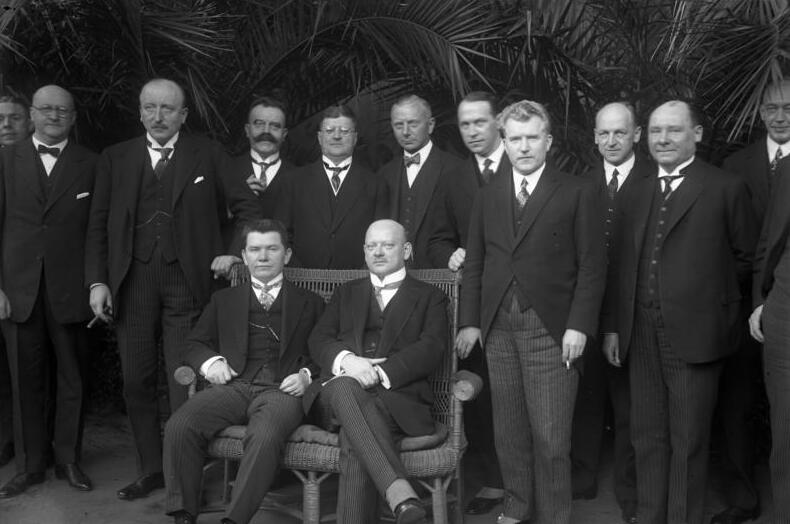
Říšský ministr zahraničí Gustav Stresemann v roce 1928 v Litvě (sedící, vpravo)

Roku 1925 zavedený oblek sestává z černošedých pruhovaných kalhot, černých (zpravidla lakových) bot, černého nebo antracitového saka se špičatým límcem (nejčastěji jednořadové), světle šedé (při smutečních příležitostech tmavé) vesty, bílé košile stříbrošedé (při smutečních příležitostech odpovídající černé) kravaty s kravatovou jehlicí či sponou nebo bez ní. Košile má překládací manžety a nosí se s manžetovými knoflíčky.
Říšskému ministru zahraničí Stresemannovi bylo nepříjemné, že musí neustále měnit oblek mezi svou kanceláří a Reichstagem. V parlamentu a také při dalších politických příležitostech se podle tehdejšího (v Japonsku dodnes běžného) protokolu, musel nosit žaket, který byl však pro běžné úřední dny v kanceláři příliš nepraktický a sváteční. Proto Stresemann při vstupu do úřadu Říšského kancléřství vyměnil žaket za sako střihu podobného redingotu, které bylo střední délky, což bylo adekvátní k přísně důstojným proužkovaným kalhotám žaketu. Tak bylo možno nosit úbor dostatečně pohodlný a prostý na ulici i v úřadě. Celý „trik" Stresemann-obleku spočíval v tom, že ušetřil svlékání a oblékání dvojích kalhot a vesty, a pouze vyměnil sako.
V dřívější Německé spolkové republice se Stresemann nosíval u příležitosti státních návštěv, proto se mu také říkalo bonnský oblek (Bonner Anzug).